# Championnat de France de basket-ball de Nationale masculine 1 2014-2015
Navigation
2013-2014 2015-2016
La saison 2014-2015 du championnat de France de basket-ball de Nationale 1 est la 66e édition du championnat de France de basket-ball de Nationale Masculine 1. La NM1 est le troisième plus haut niveau du championnat de France de basket-ball. Seize clubs participent à la compétition, plus haut niveau amateur de basket-ball de l'hexagone, sous la direction de la FFBB.

## Formule de la compétition
Initialement prévue à 18 équipes, la saison régulière se déroule selon une poule de 16 équipes s'affrontant lors de matchs aller-retour, chaque équipe joue donc 30 matchs répartis entre 27 septembre 2014 et le 2 mai 2015 (lors de 34 journées).
À l'issue de la saison régulière, l'équipe terminant première est directement promue en Pro B, celle se classant deuxième est directement qualifiée pour le Final Four qui a lieu dans sa salle alors que les équipes classées de la 3e à la 8e place s'affrontent en quarts de finale pour accéder à ce Final Four (demi-finales et finale se déroulant le 30 et 31 mai 2015) pour obtenir le deuxième billet pour l'étage supérieur.
Les équipes classées 15e et 16e de Nationale 1 à l’issue de la saison régulière du championnat sont reléguées en Nationale 2, voire l'équipe classée 14e en cas de position de relégable du Centre Fédéral qui est exempt de tout changement de division.

## Saison précédente
À l'issue de la saison 2013-2014, Monaco, champion de NM1, et Angers, vainqueur du Final Four, accèdent au championnat de Pro B. À l'inverse, Montbrison, Cergy-Osny-Pontoise, et Saint-Brieuc sont relégués en Nationale 2.
Ces équipes sont remplacées par les demi-finalistes des playoffs du championnat de Nationale 2 de la saison précédente (Mulhouse, GET Vosges et Challans) ainsi que par le club classé 18e de Pro B, Saint-Vallier.
Terminant 14e et donc en position de relégable, Chartres est finalement maintenu à la suite de l'union entre les clubs d'Avignon-Le Pontet et Sorgues.
Début septembre 2014, l'élargissement tardif de la Pro A à 18 clubs engendre l'attribution de deux places supplémentaires en Pro B qui conduit au maintien d'Orchies (17e de Pro B) et à l'octroi d'une wildcard à Charleville-Mézières (3e de NM1). 

## Clubs participants
| \| Vichy Avignon La Rochelle Rueil St-Chamond Quimper Cognac Bordeaux Chartres Centre fédéral Blois Tarbes Mulhouse Saint-Vallier Épinal Challans \| Localisation des clubs engagés dans le championnat. |
| Vichy Avignon La Rochelle Rueil St-Chamond Quimper Cognac Bordeaux Chartres Centre fédéral Blois Tarbes Mulhouse Saint-Vallier Épinal Challans                                                           |

| Clubs                           | Salles (Capacités)                                                                | Villes          |
| ------------------------------- | --------------------------------------------------------------------------------- | --------------- |
| Grand Avignon Sorgues Basket    | Cosec Jacques Moretti (2 000 places) Gymnase de la Plaine Sportive (1 200 places) | Avignon Sorgues |
| ADA Blois Basket 41             | Palais des Sports de Blois (1 200 places)                                         | Blois           |
| JSA Bordeaux Basket             | Salle Jean Dauguet (2 300 places)                                                 | Bordeaux        |
| Vendée Challans Basket          | Salle Michel Vrignaud (2 452 places)                                              | Challans        |
| Union Basket Chartres Métropole | Halle Jean Cochet (1 200 places)                                                  | Chartres        |
| Cognac Charente Basket-ball     | Complexe des Vauzelles (2 500 places)                                             | Cognac          |
| GET Vosges                      | Palais des Sports (2 300 places)                                                  | Épinal          |
| Union Basket La Rochelle        | Salle Gaston Neveur (2 000 places)                                                | La Rochelle     |
| FC Mulhouse Basket              | Palais des Sports (3 700 places)                                                  | Mulhouse        |
| Centre fédéral BB               | Salle Marie Thérèse Eyquem (300 places)                                           | Paris           |
| UJAP Quimper                    | OS Michel Gloagen (2 049 places)                                                  | Quimper         |
| Rueil Athletic Club             | Stadium (1 200 places)                                                            | Rueil-Malmaison |
| Saint-Chamond Basket            | Halle André Boulloche (1 000 places)                                              | Saint-Chamond   |
| Saint-Vallier Basket Drôme      | Complexe sportif des deux Rives (2 132 places)                                    | Saint-Vallier   |
| Union Tarbes Lourdes PB         | Gymnase Massey                                                                    | Tarbes          |
| JA Vichy Auvergne               | Palais des Sports Pierre Coulon (3 300 places)                                    | Vichy           |

## La saison régulière

### Classement de la saison régulière
| \| Rang \| Équipe \| Pts \| J \| G \| P \| Pp \| Pc \| Diff \| \| ---- \| --------------------- \| --- \| -- \| -- \| -- \| ---- \| ---- \| ---- \| \| 1 \| Saint-Chamond BVG \| 53 \| 30 \| 23 \| 7 \| 2516 \| 2239 \| 277 \| \| 2 \| JA Vichy \| 49 \| 30 \| 19 \| 11 \| 2304 \| 2121 \| 183 \| \| 3 \| Vendée Challans P \| 49 \| 30 \| 19 \| 11 \| 2228 \| 2132 \| 96 \| \| 4 \| Saint-Vallier BD R \| 49 \| 30 \| 19 \| 11 \| 2483 \| 2411 \| 72 \| \| 5 \| UB Chartres \| 49 \| 30 \| 19 \| 11 \| 2473 \| 2331 \| 142 \| \| 6 \| FC Mulhouse P \| 47 \| 30 \| 17 \| 13 \| 2366 \| 2376 \| -10 \| \| 7 \| Rueil AC \| 46 \| 30 \| 16 \| 14 \| 2503 \| 2420 \| 83 \| \| 8 \| ADA Blois \| 46 \| 30 \| 16 \| 14 \| 2223 \| 2166 \| 57 \| \| 9 \| Grand Avignon Sorgues \| 45 \| 30 \| 15 \| 15 \| 2298 \| 2244 \| 54 \| \| 10 \| Tarbes Lourdes PB \| 45 \| 30 \| 15 \| 15 \| 2473 \| 2458 \| 15 \| \| 11 \| GET Vosges P \| 44 \| 30 \| 14 \| 16 \| 2222 \| 2294 \| -72 \| \| 12 \| UB La Rochelle \| 44 \| 30 \| 14 \| 16 \| 2342 \| 2422 \| -80 \| \| 13 \| JSA Bordeaux \| 42 \| 30 \| 12 \| 18 \| 2312 \| 2339 \| -27 \| \| 14 \| UJAP Quimper \| 42 \| 30 \| 12 \| 18 \| 2391 \| 2434 \| -43 \| \| 15 \| Cognac CBB \| 40 \| 30 \| 10 \| 20 \| 2360 \| 2428 \| -68 \| \| 16 \| Centre Fédéral BB \| 30 \| 30 \| 0 \| 30 \| 1884 \| 2563 \| -679 \| - Champion et accession directe en Pro B - Qualification directe et hôte du final four - Qualification pour les quarts de finale des playoffs - Relégation en NM2 - (R) : Relégué de Pro B 2013-2014 - (P) : Promu de NM2 2013-2014 |                       |     |    |    |    |      |      |      |
| Rang | Équipe                | Pts | J  | G  | P  | Pp   | Pc   | Diff |
| 1 | Saint-Chamond BVG     | 53  | 30 | 23 | 7  | 2516 | 2239 | 277  |
| 2 | JA Vichy              | 49  | 30 | 19 | 11 | 2304 | 2121 | 183  |
| 3 | Vendée Challans P     | 49  | 30 | 19 | 11 | 2228 | 2132 | 96   |
| 4 | Saint-Vallier BD R    | 49  | 30 | 19 | 11 | 2483 | 2411 | 72   |
| 5 | UB Chartres           | 49  | 30 | 19 | 11 | 2473 | 2331 | 142  |
| 6 | FC Mulhouse P         | 47  | 30 | 17 | 13 | 2366 | 2376 | -10  |
| 7 | Rueil AC              | 46  | 30 | 16 | 14 | 2503 | 2420 | 83   |
| 8 | ADA Blois             | 46  | 30 | 16 | 14 | 2223 | 2166 | 57   |
| 9 | Grand Avignon Sorgues | 45  | 30 | 15 | 15 | 2298 | 2244 | 54   |
| 10 | Tarbes Lourdes PB     | 45  | 30 | 15 | 15 | 2473 | 2458 | 15   |
| 11 | GET Vosges P          | 44  | 30 | 14 | 16 | 2222 | 2294 | -72  |
| 12 | UB La Rochelle        | 44  | 30 | 14 | 16 | 2342 | 2422 | -80  |
| 13 | JSA Bordeaux          | 42  | 30 | 12 | 18 | 2312 | 2339 | -27  |
| 14 | UJAP Quimper          | 42  | 30 | 12 | 18 | 2391 | 2434 | -43  |
| 15 | Cognac CBB            | 40  | 30 | 10 | 20 | 2360 | 2428 | -68  |
| 16 | Centre Fédéral BB     | 30  | 30 | 0  | 30 | 1884 | 2563 | -679 |

### Évolution du classement
| Journées / Clubs |   |    |   |    |    |   |   |    |    |    |    |    |    |    |    |    |    |    |    |    |    |    |    |    |    |    |    |    |    |    |    |    |    |    | Journées en tête | Journées relégable |
|                  | 1 | 2  | 3 | 4  | 5  | 6 | 7 | 8  | 9  | 10 | 11 | 12 | 13 | 14 | 15 | 16 | 17 | 18 | 19 | 20 | 21 | 22 | 23 | 24 | 25 | 26 | 27 | 28 | 29 | 30 | 31 | 32 | 33 | 34 |                  |                    |
| ---------------- | - | -- | - | -- | -- | - | - | -- | -- | -- | -- | -- | -- | -- | -- | -- | -- | -- | -- | -- | -- | -- | -- | -- | -- | -- | -- | -- | -- | -- | -- | -- | -- | -- | ---------------- | ------------------ |
| Avignon Sorgues  |   | 9  |   | 11 | 10 |   |   | 14 | 13 |    | 12 |    |    |    | 12 | 13 | 13 | 12 | 13 | 13 | 13 | 13 | 14 | 13 |    |    |    |    |    |    |    |    | 12 | 9  |                  | 2                  |
| Blois            |   | 4  |   | 3  | 3  |   | 4 | 10 | 5  |    | 5  |    |    |    | 2  | 4  | 5  | 4  | 4  | 2  | 4  | 3  | 2  | 3  |    | 2  |    |    |    |    |    |    | 7  | 8  |                  |                    |
| Bordeaux         |   | 13 |   | 13 | 11 |   |   | 5  | 4  |    | 3  |    |    |    | 6  | 6  | 9  | 11 | 11 | 11 | 9  | 10 | 8  | 10 |    |    |    |    |    |    |    |    | 13 | 13 |                  |                    |
| Challans         |   | 6  |   | 5  | 12 |   | 8 | 12 | 12 |    | 11 |    |    |    | 10 | 9  | 7  | 6  | 8  | 6  | 10 | 8  | 11 | 9  |    |    |    |    |    |    |    |    | 4  | 3  |                  |                    |
| Chartres         |   | 12 |   | 7  | 5  |   | 3 | 3  | 3  |    | 4  |    |    |    | 3  | 2  | 3  | 5  | 6  | 7  | 6  | 6  | 4  | 7  |    |    |    |    |    |    |    |    | 5  | 5  |                  |                    |
| Cognac           |   | 10 |   | 12 | 13 |   |   | 13 | 15 |    | 15 |    |    |    | 15 | 15 | 15 | 15 | 14 | 14 | 14 | 14 | 15 | 15 |    |    |    |    |    |    |    |    | 15 | 15 |                  | 14                 |
| GET Vosges       |   | 14 |   | 8  | 6  |   | 6 | 6  | 9  |    | 8  |    |    |    | 7  | 10 | 8  | 10 | 7  | 8  | 8  | 9  | 6  | 5  |    |    |    |    |    |    |    |    | 11 | 11 |                  | 1                  |
| La Rochelle      | 2 | 2  |   | 4  | 8  |   | 5 | 4  | 6  |    | 6  |    |    |    | 8  | 7  | 10 | 7  | 9  | 9  | 11 | 11 | 10 | 11 |    |    |    |    |    |    |    |    | 10 | 12 |                  |                    |
| Mulhouse         |   | 15 |   | 16 | 16 |   |   | 15 | 14 |    | 14 |    |    |    | 14 | 14 | 14 | 13 | 12 | 12 | 12 | 12 | 12 | 12 |    |    |    |    |    |    |    |    | 6  | 6  |                  | 9                  |
| Centre Fédéral   |   | 16 |   | 14 | 15 |   |   | 16 | 16 |    | 16 | 16 | 16 | 16 | 16 | 16 | 16 | 16 | 16 | 16 | 16 | 16 | 16 | 16 |    |    |    |    |    |    |    |    | 16 | 16 |                  |                    |
| Quimper          |   | 8  |   | 10 | 9  |   |   | 9  | 11 |    | 10 |    |    |    | 13 |    | 12 | 14 | 15 | 15 | 15 | 15 | 13 | 14 |    |    |    |    |    |    |    |    | 14 | 14 |                  | 7                  |
| Rueil            | 3 | 3  |   | 9  | 7  |   |   | 7  | 8  |    | 13 |    |    |    | 11 | 11 | 11 | 9  | 10 | 10 | 7  | 7  | 5  | 8  |    |    |    |    |    |    |    |    | 8  | 7  |                  |                    |
| Saint-Chamond    | 4 | 5  | 3 | 2  | 2  | 3 | 1 | 2  | 2  | 2  | 1  | 1  | 1  | 1  | 1  | 1  | 1  | 1  | 1  | 1  | 1  | 1  | 1  | 1  | 1  | 1  | 1  | 1  | 1  | 1  | 1  | 1  | 1  | 1  | 25               |                    |
| Saint-Vallier    |   | 11 |   | 15 | 14 |   |   | 11 | 10 |    | 9  |    |    |    | 9  | 8  | 6  | 8  | 5  | 5  | 5  | 5  | 9  | 4  | 4  | 4  |    |    |    |    |    |    | 2  | 4  |                  | 2                  |
| Tarbes Lourdes   | 1 | 1  | 1 | 1  | 1  | 1 | 2 | 1  | 1  | 1  | 2  |    |    |    | 4  | 3  | 4  | 3  | 3  | 4  | 2  | 2  | 3  | 2  |    |    |    |    |    |    |    |    | 9  | 10 | 9                |                    |
| Vichy            |   | 7  |   | 6  | 4  |   | 7 | 8  | 7  |    | 7  |    |    |    | 5  | 5  | 2  | 2  | 2  | 3  | 3  | 4  | 7  | 6  |    |    |    |    |    |    |    |    | 3  | 2  |                  |                    |

## Playoffs
Les quarts de finale sont disputés au meilleur de trois matchs par les équipes classées de 3e à 8e au terme de la saison régulière. La rencontre « aller » se dispute dans la salle de l'équipe la moins bien classée alors que la rencontre « retour » ainsi que la belle éventuelle se disputent chez le mieux classé.
Les trois équipes victorieuses des quarts de finale sont qualifiées pour le Final Four qui se déroule dans la salle du deuxième mieux classé de la saison régulière, lui-même qualifié de facto pour les demi-finales.
Le vainqueur du tournoi obtient sa qualification pour la Pro B.
|  | Quarts de finale | Quarts de finale | Quarts de finale | Quarts de finale | Quarts de finale |    |     | Demi-finales | Demi-finales | Demi-finales |  |  | Finale | Finale   | Finale |
|  |                  |                  |                  |                  |                  |    |     |              |              |              |  |  |        |          |        |
|  |                  |                  |                  |                  |                  |    |     |              |              |              |  |  |        |          |        |
|  | 2                | JA Vichy         | Exempt           | Exempt           | Exempt           |    |     |              |              |              |  |  |        |          |        |
|  | 2                | JA Vichy         | Exempt           | Exempt           | Exempt           |    | 2   | JA Vichy     | 85           |              |  |  |        |          |        |
|  |                  |                  |                  |                  |                  |    | 2   | JA Vichy     | 85           |              |  |  |        |          |        |
|  |                  | 5                | UB Chartres      | 67               |                  |    |     |              |              |              |  |  |        |          |        |
|  | 5                | 5                | UB Chartres      | 67               | UB Chartres      | 82 | 85  | -            |              |              |  |  |        |          |        |
|  | 5                |                  |                  |                  | UB Chartres      | 82 | 85  | -            |              |              |  |  |        |          |        |
|  | 6                | FC Mulhouse      | 79               | 60               |                  |    |     |              |              |              |  |  |        |          |        |
|  |                  |                  |                  |                  |                  |    |     |              |              |              |  |  | 2      | JA Vichy | 72     |
|  |                  | 8                | ADA Blois        | 61               |                  |    |     |              |              |              |  |  |        |          |        |
|  | 3                | Vendée Challans  | 62               | 73               | -                |    |     |              |              |              |  |  |        |          |        |
|  | 8                | ADA Blois        | 75               | 78               | -                |    |     |              |              |              |  |  |        |          |        |
|  | 8                | ADA Blois        | 75               | 78               | -                |    | 8   | ADA Blois    | 87           |              |  |  |        |          |        |
|  |                  |                  |                  |                  |                  |    | 8   | ADA Blois    | 87           |              |  |  |        |          |        |
|  |                  | 4                | Saint-Vallier BD | 83               |                  |    |     |              |              |              |  |  |        |          |        |
|  | 4                | 4                | Saint-Vallier BD | 83               | Saint-Vallier BD | 85 | 100 | 91           |              |              |  |  |        |          |        |
|  | 4                |                  |                  |                  | Saint-Vallier BD | 85 | 100 | 91           |              |              |  |  |        |          |        |
|  | 7                | Rueil AC         | 67               | 102ap            | 85               |    |     |              |              |              |  |  |        |          |        |

## Récompenses individuelles

### Meilleur joueur du championnat
- Jean-Stéphane Rinna (Saint-Chamond BVG)[2]

Champion de NM1, Jean-Stéphane Rinna reçoit le titre de meilleur joueur du championnat pour ses performances tout au long de la saison et son apport au collectif. L'ailier fort français a tourné tout au long de la saison à 12,4 points, 6,9 rebonds et 2,3 passes pour 16,9 d'évaluation en 30 minutes de jeu par match. Rinna ne possède pas les statistiques individuelles les plus élevées de la division ; c'est l'Américain Jarryd Cole (La Rochelle) qui termine en tête des classements du meilleur marqueur et du meilleur joueur à l'évaluation. Ce dernier termine troisième au classement du MVP, derrière Mathieu Guichard (Saint-Chamond).

### Meilleurs joueurs par poste
- Meneur :  Xane d'Almeida (Tarbes Lourdes PB)[4]

- Arrière :  Mathieu Guichard (Saint-Chamond BVG)[5]

- Ailier :  Jason Williams (JA Vichy)[6]

- Ailier fort :  Jean-Stéphane Rinna (Saint-Chamond BVG)[7]

- Pivot :  Jarryd Cole (UB La Rochelle)[8]

### Autres distinctions
- Meilleur jeune :  Pierre Pelos (Tarbes Lourdes PB)[9]

## Bilan de la saison
Avec 23 victoires pour 7 défaites, le champion de NM1 Saint-Chamond est promu en Pro B pour la première fois de son histoire. Le deuxième ticket d'accession est décroché par Vichy qui gagne le final-four et réintègre la Pro B après l'avoir quittée il y a 3 ans .
Le Centre Fédéral étant arrivé dernier et ne pouvant être relégué, c'est l'équipe ayant terminé à la 15e place qui est reléguée en NM2, soit Cognac.
Bien qu'également en position de relégable, Quimper est repêché par la FFBB à la suite de la rétrogradation administrative d'Aix-en-Provence qui avait terminé vainqueur de sa poule de Nationale 2.